# Michael Kitzelmann
Michael Kitzelmann (* 29. Januar 1916 in Horben, heute Ortsteil von Gestratz; † 11. Juni 1942 in Orel) wurde im Zweiten Weltkrieg als Offizier der Wehrmacht wegen „Wehrkraftzersetzung“ hingerichtet.

## Leben

### Als angehender Theologe
Der aus einer streng katholischen Bauernfamilie stammende Michael Kitzelmann kam mit Unterstützung seines Lehrers und seines Pfarrers 1928 auf das humanistische Gymnasium in Dillingen an der Donau, wohnte dort im katholischen Knabenseminar und schloss 1936 mit dem Abitur ab. Im selben Jahr absolvierte er den Reichsarbeitsdienst bei Pfronten-Ried und begann im September 1936 mit dem dreisemestrigen Studium an der Theologischen St. Stephan Akademie in Augsburg mit dem Ziel, Priester zu werden.
1937 bewarb er sich zusätzlich an der Lehrerbildungsanstalt Pasing. Man lehnte seinen Antrag ab, weil er nicht bereit war, in eine der obligatorischen NS-Organisationen einzutreten.

### Als Offizier
Zur Ableistung seines Wehrdienstes rückte Kitzelmann 1937 in die Luitpoldkaserne (Lindau am Bodensee) ein. Er kam dann als Reserveoffizieranwärter zum Infanterie-Regiment 91.
Er schrieb vom 9. Januar 1938 einem Freund:

„Also für zwei Jahre muss ich dieses schreckliche Joch lächerlichen und öden militärischen Drills ertragen. Ich finde das schon nach wenigen Wochen ziemlich geisttötend.“

Im März 1938 war Kitzelmann am Einmarsch in Österreich anlässlich des sogenannten Anschlusses beteiligt.
Kurz bevor seine zwei Jahre Dienstzeit vorbei waren, begann der Krieg. 1939 nahm Kitzelmann am Überfall auf Polen teil. Aus Osieck an der Weichsel berichtete der inzwischen zum Unteroffizier beförderte Kitzelmann seinen Eltern:

„Die Schreckensbilder, welche ich auf dem Leichenfeld mit ansehen musste, haben sich so tief in meine Seele eingegraben, dass ich sie nimmer vergessen werde.“

Nach dem Sieg über Frankreich 1940 äußerte er sich in einem Brief an den Vater bei seiner Beförderung zum Leutnant begeistert:

„Es freut einen Soldaten halt doch, wenn es vorwärts geht und seine Waffen Erfolg haben. Die Schärfe unseres Schwertes wird allen hinreichend bekannt sein.“

Im Juni 1941 begann der Krieg gegen die Sowjetunion. Kitzelmann geriet in die gnadenlosen Kampfhandlungen an der Ostfront.
Er nahm im Juli 1941 an der Kesselschlacht bei Smolensk und den frühen Phasen der Schlacht von Leningrad teil. Er erhielt das Eiserne Kreuz zweiter Klasse für Tapferkeit als Kompaniechef.
In Briefen an die Eltern und in Gesprächen mit Kameraden äußerte er aus seiner christlichen Grundhaltung heraus Kritik am Vernichtungskrieg und den dafür Verantwortlichen:

„Der einzige Gedanke und Wunsch eines jeden ist nur: Ende des Krieges, raus aus Russland und zurück in die Heimat.“

„Wir sind ein ewig wandernder, raubender Heerhaufen geworden.“

Im Winter 1941 war er im Kampf gegen Partisanen eingesetzt. In der Zeit von Januar bis Mai 1942 wurde Kitzelmann Zeuge von Gräueltaten, die Einsatzgruppen an Russen und Juden verübten. Traumatisiert und schockiert durch diese Erlebnisse begann Kitzelmann nach einer Gewissensprüfung, die Nazis zu hassen und Befehle offen zu kritisieren.
Seine aus christlicher Grundhaltung entstehende Ablehnung des Krieges und der dafür verantwortlichen NS-Führung zeigte er nun in Briefen nach Hause und Gesprächen mit Kameraden immer klarer:

„Wenn diese Lumpen siegen, dann kann und will ich nicht mehr leben.“

„Daheim reißen sie die Kreuze aus den Schulen – hier macht man uns vor, gegen den gottlosen Bolschewismus zu kämpfen ….“

### Hinrichtung
Seine Äußerungen wurden ihm zum Verhängnis. Ein Kamerad denunzierte ihn bei einem Lazarettaufenthalt in Orel im März 1942. Kitzelmann kehrte zu seiner Division zurück und wurde Anfang April festgenommen. Am Karfreitag 1942 verurteilte ihn das Feldkriegsgericht der 262. Infanterie-Division wegen „Wehrkraftzersetzung“ zum Tode.
Michael Kitzelmann war vom bevorstehenden tragischen Ende seines Lebens erschüttert, aber laut seinen erhaltenen Tagebuchaufzeichnungen nicht sonderlich überrascht. Er war mit vierundzwanzig Jahren Kompaniechef, trug als Auszeichnung das Eiserne Kreuz II. Klasse wegen Tapferkeit im Kampf sowie das Verwundetenabzeichen in Gold für mehrere Verwundungen.
Seine Gedanken und seine Verzweiflung während seiner zweimonatigen Haft in der Todeszelle schilderte er so:

„Jetzt kenne ich die volle Wut dieser Wehrgesetze. Über Nacht war ich als Verbrecher gebrandmarkt nur weil ich ein paar abfällige Bemerkungen über die Regierung gemacht hatte. Und dafür muss ich offenbar mein Leben, meine Ehre, meine Freunde und meinen Platz in der menschlichen Gesellschaft verlieren … Habe ich nicht meinem Land ehrenhaft vier Jahre gedient? Ich war zwei Jahre an der Front, nahm an drei Kriegszügen teil und erwies meine Treue oft genug. Ist das der Dank meines Vaterlandes?“

Seine Mutter, eine Allgäuer Bäuerin, versuchte ihn noch zu retten, fuhr eiligst nach Berlin und bemühte sich, ein Gnadengesuch einzureichen, wurde aber mit den Worten abgewiesen:

„Was erwarten Sie eigentlich, Frau Kitzelmann? Seien Sie zufrieden, wenn wir nicht auch Sie und Ihren Mann belangen. Sehen sie hier diesen Stoß von Briefen – das haben Sie und Ihr Sohn geschrieben.“

Michael Kitzelmann wurde am 11. Juni 1942 im Wehrmachtsgefängnis Orel unter Verlust der „Wehrwürdigkeit“ durch Erschießen hingerichtet. Vor der Exekution vergab er noch dem Feldwebel, der ihn denunziert hatte.

## Nachgang
Der Rechtsausschuss des Deutschen Bundestages verabschiedete am 26. August 2009 einstimmig eine Beschlussempfehlung an den Bundestag, die wegen Kriegsverrats Verurteilten zu rehabilitieren. Dies tat der Bundestag (in seiner letzten Sitzung der Wahlperiode) am 8. September 2009, gut 64 Jahre nach Kriegsende (siehe Aufhebung von NS-Unrechtsurteilen).
Historikern zufolge waren damals willkürlich Todesstrafen verhängt worden.

## Würdigung
Im Mai 1986 wurde am Johann-Michael-Sailer-Gymnasium in Dillingen an der Donau diese Gedenktafel eingeweiht:
„Michael Kitzelmann, Abiturient des Jahrgangs 1936, hingerichtet am 11. Juni 1942. Er starb für die Freiheit des Denkens und Glaubens.“
Die katholische Kirche hat Michael Kitzelmann als Glaubenszeugen in das deutsche Martyrologium des 20. Jahrhunderts aufgenommen.